# Leisure
Pour les articles homonymes, voir Leisure (homonymie).
Albums de Blur
Modern Life Is Rubbish
(1993)
Leisure est le premier album du groupe de rock britannique Blur, sorti le 27 août 1991 sur le label anglais Food.
Il atteint la 7e place du UK Singles Chart, et est certifié disque d'or en Angleterre.
La version américaine présente la face B I Know à la place du titre Sing, qui apparaît par ailleurs sur la bande originale du film Trainspotting.

## Histoire de l'album
La version originale de Sing, originellement nommée Sing (To Me), fut enregistrée à la fin 1989, en tant que démo par le groupe Seymour (l'ancien nom de Blur). Elle peut être entendue dans un single promotionnel extrêmement rare sorti en février 2000 (presque 10 ans après) mais aussi dans le premier des 4 disques de raretés du coffret Blur 21.
La pochette du CD présente une photo prise par le photographe Charles Hewitt en mai 1954 pour l'agence Picture Post présentant une femme avec un bonnet de bain. La photo se nomme Glamour In The Swim.
Alors que le mouvement de la scène "Madchester" prenait fin, la sortie de Leisure fut vue par certains comme une volonté de clore cette période, et malgré une critique globalement positive à son égard, Damon Albarn, l'auteur et chanteur de la bande, juge en 2007 qu'il est "complètement désastreux" et considère que c'est l'un des 2 seuls mauvais disques de sa carrière, le second étant le quatrième album de Blur, The Great Escape (1995).

## Sortie
Ce fut sous l'étiquette du label Food (très lié à Parlophone, qui récupérera le catalogue du label en 2000) que Leisure sortit, le 26 août 1991. Il sortit aux Etats-Unis 1 mois plus tard et avec une tracklist différente : les 3 singles de l'album (She's So High, There's No Other Way et Bang) deviennent les 3 premiers morceaux à être joués sur l'album, ce qui n'était pas forcément le cas de la version anglaise originelle, et Sing est remplacée par I Know, qui était d'abord la seconde face A du single de She's So High. La version canadienne a la même tracklist que la version anglaise, tandis que la version japonaise a la même tracklist que la version américaine avec le rajout des morceaux Inertia et Mr. Briggs.
Leisure parvint à la 7e place des charts anglais (et à la 78e place des charts européens) et fut classé disque d'or en Angleterre. Pour le 21e anniversaire du groupe, Leisure (au même titre que tous les albums studio de Blur sortis avant 2012) fut remasterisé et ressortit. Une seconde sortie en vinyle eut lieu le 26 août 2016, 25 ans jour pour jour après sa sortie originelle.

## Accueil et futur
Leisure reçut des critiques partagées de la part de la presse musicale anglaise.
Le journaliste David Cavanagh, du magazine Select ne tarit pas d'éloges sur l'album, en disant que "les 4 garçons de Blur se sont garantis une grande montée d'étape dans le but d'être pris au sérieux, grâce aux sensations sculptées dans les rythmes de Leisure". Il conclut en parlant de l'opus comme de l'une de ces joyeuses occasions où le battage publicitaire disparaît instantanément », pendant que Paul Davies, de Q magazine, jugeait la chose « substantiellement chargée de 'hits' qui n'attendent qu'à être révélés ».
Alexis Petridis, lui, juge que "sur cet album, ils ne semblent pas savoir ce qu'ils font et en résulte d'épouvantables erreurs partout". Il juge également les paroles "mauvaises". En 1996, la chanson Sing est ajoutée dans la B.O du film Trainspotting, de Danny Boyle. En 2008, Coldplay, un peu après la sortie de l'album Viva la Vida or Death and All His Friends, annonce que leur chanson Lost ! a comme point de départ Sing.

## Liste des titres
Toutes les chansons ont été écrites par Blur (Damon Albarn, Graham Coxon, Alex James et Dave Rowntree)

### Version européenne
1. She's So High (4:46)
2. Bang (3:37)
3. Slow Down (3:11)
4. Repetition (5:25)
5. Bad Day (4:24)
6. Sing (6:00)
7. There's No Other Way (3:24)
8. Fool (3:14)
9. Come Together (3:52)
10. High Cool (3:38)
11. Birthday (3:51)
12. Wear Me Down (4:50)

### Version américaine
1. She's So High
2. There's No Other Way
3. Bang
4. I Know
5. Slow Down
6. Repetition
7. Bad Day
8. High Cool
9. Come Together
10. Fool
11. Birthday
12. Wear Me Down

### Version japonaise
1. She's So High
2. There's No Other Way
3. Bang
4. I Know
5. Slow Down
6. Repetition
7. Bad Day
8. Sing
9. High Cool
10. Come Together
11. Inertia
12. Mr. Briggs
13. Fool
14. Birthday
15. Wear Me Down

### Version digitale remasterisée de 2012
1. She's So High (4:46)
2. Bang (3:37)
3. Slow Down (3:11)
4. Repetition (5:25)
5. Bad Day (4:24)
6. Sing (6:00)
7. There's No Other Way (3:24)
8. Fool (3:14)
9. Come Together (3:52)
10. High Cool (3:38)
11. Birthday (3:51)
12. Wear Me Down (4:50)
13. I Know (Extended Mix) (6:31)
14. Down (5:58)
15. There's No Other Way - Extended Version (3:58)
16. Inertia (3:49)
17. Mr. Briggs (3:58)
18. I'm All Over (2:00)
19. Won't Do It (3:20)
20. Day Upon Day - Live (4:13)
21. There's No Other Way - Blur Remix (4:56)
22. Bang - Extended Version (4:25)
23. Explain (2:45)
24. Luminous (3:14)
25. Berserk (6:43)
26. Uncle Love (2:31)
27. I Love Her - Demo Version (3:36)
28. Close (3:02)

## Personnel
- Damon Albarn : chant, claviers, production sur Sing, Inertia et Mr. Briggs
- Graham Coxon : guitare, chant, production sur Sing, Inertia et Mr. Briggs
- Alex James : basse, production sur Sing, Inertia et Mr. Briggs
- Dave Rowntree : batterie, percussions, production sur Sing, Inertia et Mr. Briggs
- Steve Lovell : production sur She's So High et I Know
- Steve Power : production sur She's So High et I Know
- Mike Thorne : production sur Fool, Birthday et Wear Me Down
- Stephen Street : production sur There's No Other Way, Bang, Slow Down, Repetition, Bad Day, High Cool et Come Together